# Курбанова, Окума Аббас кызы

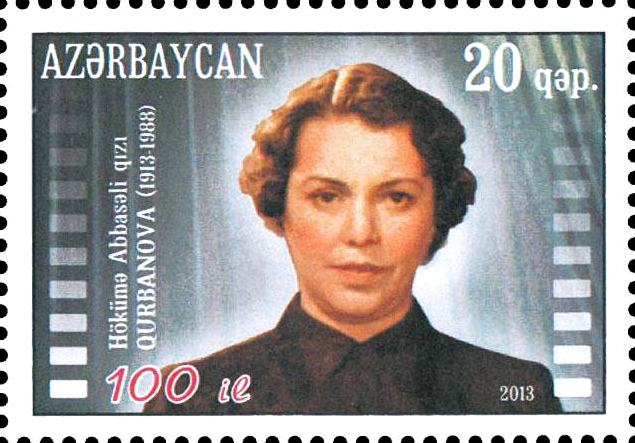
Почтовая марка Азербайджана, 2013 год

Окума Аббас кызы Курбанова (азерб. Hökümə Abbasəli qızı Qurbanova; 1913, Баку — 1988, Баку) — азербайджанская, советская актриса театра и кино. Народная артистка СССР (1965).

## Биография
Родилась 29 мая (11 июня) 1913 в Баку.
В 1931 году окончила Бакинский педагогический техникум. В 1931—1932 годах брала уроки в классе фортепиано Бакинской консерватории.
Актёрскую деятельность начала в 1933 году на киностудии «Азербайджанфильм».
С 1938 года — актриса Азербайджанского драматического театра им. М. Азизбекова (Баку), где играла драматические, бытовые и комедийные роли.
Член Союза кинематографистов Азербайджанской ССР.
Депутат Верховного Совета Азербайджанской ССР 7—9-го созывов.
Скончалась в Баку 2 ноября (по другим источникам — 22 октября) 1988 года. Похоронена в Баку на Аллее почётного захоронения.

## Семья
- Первый муж — Алескер Алекперов (1910—1963), актёр театра и кино. Народный артист СССР (1961)
  - Дочь — Наиля
- Второй муж — Нусрат Фатуллаев (1913—1987), художник, декоратор. Народный художник Азербайджанской ССР (1949).
  - Дочь — Вафа (1945—1987), актриса театра. Заслуженная артистка Азербайджанской ССР (1982).

## Награды и звания
- Заслуженная артистка Азербайджанской ССР (1943)
- Народная артистка Азербайджанской ССР (1960)
- Народная артистка СССР (1965)
- Государственная премия Азербайджанской ССР имени Мирзы Фатали Ахундова (1965)
- Орден Ленина (1959, в связи с декадой азербайджанского искусства в Москве)
- Орден Трудового Красного Знамени (1973)
- Орден «Знак Почёта» (1949, в связи с 75-летием театра)
- Медали
- Почётная Грамота Президиума Верховного Совета Азербайджанской ССР (1974)[4]

## Театральные работы
- «Вагиф» С. Вургуна (первая роль) — Хураман, Тамара
- «Фархад и Ширин» С. Вургуна — Ширин, Марьям
- «Джаваншир» М. Гусейна — Рейхан
- «Невеста огня» Дж. Джаббарлы — Солмаз
- «Деревенская девушка» М. Ибрагимова — Беневше
- «Антоний и Клеопатра» У. Шекспира — Клеопатра
- «Зимняя сказка» У. Шекспира — Гермиона
- «Шейх Санан» Г. Джавида — Хумар
- «Сиявуш» Г. Джавида — Судабе
- «Орлеанская дева» Ф. Шиллера — Жанна д’Арк
- «Любовь и месть» С. Ахундова — Зохра
- «Человек» С. Вургуна — Шехер
- «Карабахская легенда» Г. Расулова — Гюнеш
- «Горе Фахреддина» Н. Везирова — Гульбахар
- «Низами» М. Гусейна — Афаг
- «Двенадцатая ночь» У. Шекспира — Оливия
- «Глубокие корни» Дж. Гоу и А. д’Юссо — Дженевра
- «Утро Востока» Э. Мамедханлы — Наташа
- «Алмас» Дж. Джаббарлы — Якши
- «В 1905 году» Дж. Джаббарлы — Сона
- «Хаят» («Жизнь») М. Ибрагимова — Хаят
- «Тлеющие очаги» М. Ибрагимова — Марал
- «Легенда о любви» Н. Хикмета — Мехменэ Бану
- «Инженер Сергеев» Вс. Рокка — Наташа
- «Сердце матери» И. Сафарли — Севгили
- «Светлые пути» И. Эфендиева — Гюляра
- «Ожидание» И. Эфендиева и М. Гусейна — Сурая
- «Особняк в переулке» братьев Тур — Ева Грант
- «Львиное логово» М. Тахмасиба — jsfərgiz
- «Шёлковое сюзане» А. Каххара — Зохрехан
- «Братья» Р. Рзы — Рейхан
- «Вэфа» Р. Рзы — Вэфа
- «Индийская красавица» В. Винникова и Ю. Осноса — Васантасена
- «Дядя Ваня» А. П. Чехова — Серебрякова Елена Андреевна
- «Стеклянный зверинец» Т. Уильямса — Аманда
- «Рассказ о Турции» Н. Хикмета — Хедидже
- «Кто смеётся последним» К. Крапивы — Гульшен
- «Большая любовь» Дж. Межлумбекова — Севда
- «Гачаг Наби» С. Рустамзаде — Хаджар
- «Тавриз туманный» по М. Ордубади — Зейнеб
- «В огне» Э. Мамедханлы — Рейхан
- «Бухта Ильича» Дж. Межлумбекова — Кёнул
- «Молодая гвардия» по А. А. Фадееву — Валя
- «Сенсиз» Ш. Гурбанова — Севин
- «Второй голос» Б. Вагабзаде — Арзу
- «Материнское поле» по Ч. Айтматову — Толгонай
- «Вешние воды» И. Эфендиева — Шафаг
- «Семья Атаевых» И. Эфендиева — Лале
- «Семья Аллана» («Честь семьи») Г. Мухтарова — Зина
- «Забытый человек» Н. Хикмета — Гиз
- «Счастливцы» С. Рахмана — İnci
- «Добро пожаловать» С. Рахмана — Фариде
- «Невеста» С. Рахмана — Беневше
- «Алигулу женится» С. Рахмана — Назлы
- «Забавный случай» К. Гольдони — Жаннина
- «Не верьте мужчинам» А. В. Софронова — Найденова
- «Ханума» А. А. Цагарели — Ханума
- «Восточный дантист» А. О. Пароняна — Марта.

## Фильмография
- 1936 — «Алмас» — Якши
- 1943 — «Одна семья» — Лейла
- 1959 — «Можно ли его простить?» — Кемаль-ханум
- 1961 — «Жизнь учит» (короткометражный) — врач
- 1962 — «Я буду танцевать» — Бикату
- 1965 — «Шерстяная шаль» (короткометражный)
- 1967 — «Человек бросает якорь» — Шамана
- 1972 — «Хабиб — повелитель змей»
- 1982 — «Помним Джавида»